# کامپلیسیته

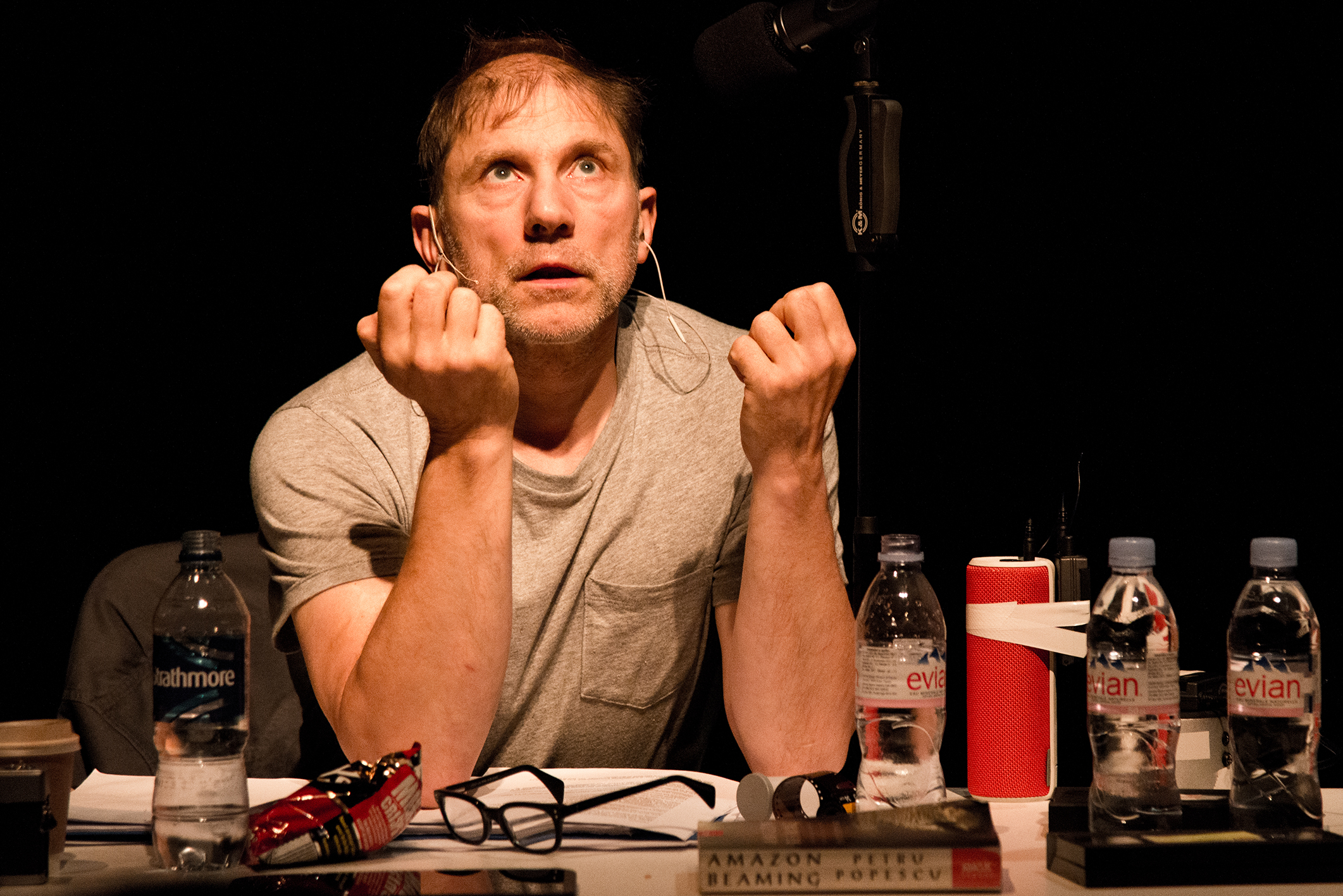
سایمن مک‌برنی

کامپلیسیته (انگلیسی: Complicité) شرکت تولید نمایش است که در سال ۱۹۸۳ در بریتانیا توسط سایمن مک‌برنی بنیان‌گذاری شد. پروژه‌های این شرکت بر نمایش‌های احساسی، با حرکات فراوان و سورئال تأکید دارد. بازسازی‌های قابل توجه کامپلیسیته شامل مرشد و مارگاریتا و قیاس برای قیاس می‌شود.